# Sasha Banks
Mercedes Justine Kaestner-Varnado (sinh ngày 26 tháng 1 năm 1992) là một nữ đô vật chuyên nghiệp người Mỹ, hiện đang ký hợp đồng với AEW. Cô đang biểu diễn trên thương hiệu SmackDown với cái tên võ đài Sasha Banks.
Trước đó, cô thi đấu cho mạch độc lập, đáng chú ý là cho Chaotic Wrestling, nơi cô một lần giữ Chaotic Wrestling Women's Championship. Cô ký hợp đồng với WWE năm 2012 và thi đấu tại thương hiệu NXT. Cô ra mắt dàn sao chính WWE năm 2015. Trận đấu của cô với Bayley tại NXT TakeOver: Respect vào ngày 7 tháng 10 năm 2015 là trận đấu nữ đầu tiên được tổ chức tại một sự kiện NXT TakeOver, là trận Iron Women đầu tiên trong lịch sử WWE, và đồng thời là đô vật nữ trụ lại lâu nhất với 30 phút. Trận này được Pro Wrestling Illustrated bình chọn là Trận đấu của năm, còn Banks cũng nhận giải Đô vật nữ của năm.
Banks đã năm lần giành đai WWE Raw Women's Championship. Năm 2016, cô cùng Charlotte Flair là một trong hai phụ nữ tham dự một sự kiện WWE PPV, cũng như là một trong hai phụ nữ đầu tiên tham gia trận đấu Hell in a Cell. Trận đấu này nhận giải Mối thù của năm do PWI bình chọn. Năm 2019, cô cùng Bayley giành đai WWE Women's Tag Team Championship tại sự kiện Elimination Chamber. Năm 2020, cô giành đai WWE SmackDown Women's Championship tại sự kiện pay-per-view Hell in a Cell. Qua đó, cô cũng trở thành nhà vô địch nữ Grand Slam thứ ba và nhà vô địch nữ Triple Crown thứ tư. Cùng năm đó, cô được Sports Illustrated bình chọn là Đô vật của năm. Tại WrestleMania 37 năm 2021, Banks cùng Bianca Belair trở thành những người Mỹ gốc Phi đầu tiên cùng đối đầu nhau tại sự kiện hàng đầu WWE WrestleMania. Cũng là thành tích chuỗi thua của cô ấy tại Wrestlemania. Cuối năm 2021, cô ấy trở lại và lại bùng nổ nhưng lại gặp chấn thương khiến cô ấy tạm off 1 thời gian. Sau đó, khoảng vào cuối tháng 1 năm 2022, cô ấy trở lại tấn công nhà vô địch Smackdown Charlotte và thông báo sẽ tham gia PPV lớn Royal Rumble 2022.

## Chức vô địch và thành tích
- CBS Sports
  - Tag Team of the Year (2020) – with Bayley
- Chaotic Wrestling
  - Chaotic Wrestling Women's Championship (1 time)
- ESPY Awards
  - Best WWE Moment (2021) – Banks and Bianca Belair make history as the first Black women to main-event WrestleMania
- Independent Wrestling Entertainment
  - IWE Women's Championship (1 time)
- Pro Wrestling Illustrated
  - Match of the Year (2015) vs. Bayley at NXT TakeOver: Respect
  - Woman of the Year (2015)
  - Feud of the Year (2016) vs. Charlotte Flair
  - Feud of the Year (2020) vs. Bayley
  - Tag Team of the Year (2020) – with Bayley
  - Ranked No. 2 of the top 50 female wrestlers in the PWI Female 50 in 2016
  - Ranked No. 4 of the top 50 female wrestlers in the PWI Female 50 in 2017
  - Ranked No. 5 of the top 100 female wrestlers in the PWI Women's 100 in 2020
  - Ranked No. 3 of the top 50 tag teams in the PWI Tag Team 50 in 2020 – with Bayley
  - Ranked No. 6 of the top 150 female wrestlers in the PWI Women's 150 in 2021
- Ring Wars Carolina
  - RWC No Limitz Championship (1 time)
- Rolling Stone
  - Future Diva of the Year (2015)
  - Ranked No. 4 of the 10 best WWE wrestlers of 2016
  - NXT Match of the Year (2015) vs. Bayley at NXT TakeOver: Brooklyn
  - Title Feud of the Year, NXT (2015) vs. Bayley for the NXT Women's Championship
- Sirius XM Busted Open Radio
  - Wrestler of the Year (2020)
  - Tag Team of the Year (2020) – with Bayley
- Sports Illustrated
  - Ranked No. 8 of the top 10 female wrestlers in 2019 – tied with Bayley
  - Wrestler of the Year (2020)
- Wrestling Observer Newsletter
  - Worst Feud of the Year (2015) Team PCB vs. Team B.A.D. vs. Team Bella
  - Worst Feud of the Year (2018) vs. Bayley
- WWE
  - NXT Women's Championship (1 time)
  - WWE Raw Women's Championship (5 times)
  - WWE SmackDown Women's Championship (1 time)
  - WWE Women's Tag Team Championship (3 times)
  - Fourth WWE Women's Triple Crown Champion
  - Third WWE Women's Grand Slam Champion
  - NXT Year-End Award (1 time)
    - Match of the Year (2015) vs. Bayley at NXT TakeOver: Brooklyn

  - Slammy Award (2 times)
    - Female Superstar of the Year (2020)
    - Double-Cross of the Year (2020) – Bayley attacks Sasha Banks on SmackDown (September 4)

  - Bumpy Award (1 time)
    - Tag Team of the Half-Year (2020) – with Bayley
    - Best Match of the Half-Year (2021) – vs. Bianca Belair at WrestleMania 37

## Trong đấu vật
- Biệt danh:
  - "The Boss"
  - "The Legit Boss"
  - "The Conversation"
  - "The Blueprint"
  - "The Standard"
  - "The Talk"
  - "The Goat"
- Đòn đánh:
  - Shining Wizard
  - Headscisior Takedown
  - Suicide Dive
  - Somersault Plancha
  - Double Knee Stomp
  - Bankrupt
  - Diving Meteora Attack
  - Frog Splash
  - Banks Statement (Đòn kết liễu)
  - Sringboard Arm Drag
  - Corner Double Knee
  - Knee Lift Strike
  - Wheelbarrow Bulldog
  - Bankstabber
  - Running Double Knee Attack
  - Backbreaker
  - Lou Thesz Press
  - Running Knee Strike
  - Superplex
  - DDT (Variations)
  - Slap
  - Powerbomb
  - Step Up Knee Strike
  - Lift Up Knee Strike
  - Slingshot Double Knee Attack
  - Apron Double Knee Attack
  - Pop-up Double Knee Attack
  - Boss Combo (Clothesline and Dropkick)
  - Boss Suplex